# Солосцово (Коломенский район)
Солосцово — деревня в Городском округе Коломна Московской области, входит в Биорковское сельское поселение. Население — 97 чел. (2010). Расположено в центре района, в 2,5 км западнее райцентра Коломенское, на безымянном правом притоке реки Коломенки, высота над уровнем моря 155 м. Ближайшая железнодорожная станция — ст. Коломна в 6,8 км. В деревне действует ОАО Коломенский лесокомбинат,, 7 улиц и переулок:
- Ул. Дачная
- Ул. Дорожная
- Ул. Луговая
- Ул. Овражная
- Ул. Озёрская
- Ул. Полевая
- Ул. Центральная
- Пер. Дачный

## Население
| 2002 | 2006 | 2010 |
| ---- | ---- | ---- |
| 96   | ↘72  | ↗97  |